# Wereldkampioenschappen schaatsen afstanden 2019
De wereldkampioenschappen afstanden 2019 in het  langebaanschaatsen werden van donderdag 7 tot en met zondag 10 februari gehouden in de overdekte Max Aicher Arena in Inzell, Duitsland.
Duitsland was voor de vierde keer gastland voor deze kampioenschappen. Het was na 2011 voor de tweede keer dat deze kampioenschappen in de Max Aicher Arena plaatsvinden; daarvoor was het Ludwig Schwablstadion de ijsbaan waar in 2005 de WK afstanden werden gehouden, toentertijd nog in de buitenlucht. In 2003 vonden de WK afstanden  in het Sportforum Hohenschönhausen in Berlijn plaats.
Er werd om zestien wereldtitels gestreden, zowel acht bij de mannen als bij de vrouwen. Dit zijn er twee meer dan de vorige editie. Dit jaar werden de teamsprinttitels voor het eerst vergeven. Nederland won op het nieuwe onderdeel zowel bij de mannen als de vrouwen de wereldtitel.

## Toewijzing
De volgende plaatsen/ijsbanen hadden een bid ingediend om het WK afstanden 2019 te mogen organiseren:
| Land             | Plaats         | IJsbaan           |
| ---------------- | -------------- | ----------------- |
| Wit-Rusland      | Minsk          | Minsk Arena       |
| Duitsland        | Inzell         | Max Aicher Arena  |
| Nederland        | Heerenveen     | Thialf            |
| Verenigde Staten | Salt Lake City | Utah Olympic Oval |

Op 18 oktober 2016 werd bekend dat het WK afstanden 2019 is toegewezen aan Inzell, Duitsland.

## Programma
| Datum       | Aanvang | Mannen                     | Vrouwen                    |
| ----------- | ------- | -------------------------- | -------------------------- |
| 7 februari  | 16:00   | Teamsprint 5000 m          | Teamsprint 3000 m          |
| 8 februari  | 16:15   | 500 m Ploegenachtervolging | 500 m Ploegenachtervolging |
| 9 februari  | 13:15   | 1000 m 10.000 m            | 5000m 1000 m               |
| 10 februari | 14:30   | 1500 m Massastart          | 1500 m Massastart          |

## Medailles
BR = Baanrecord
NR = Nationaal record
pr = persoonlijk record

### Mannen
| Onderdeel                    | Goud                                               | Goud              | Zilver                                                        | Zilver            | Brons                                                          | Brons             |
| ---------------------------- | -------------------------------------------------- | ----------------- | ------------------------------------------------------------- | ----------------- | -------------------------------------------------------------- | ----------------- |
| 500 m Details                | Roeslan Moerasjov Rusland                          | 34,22 BR          | Håvard Holmefjord Lorentzen Noorwegen                         | 34,35 NR          | Viktor Moesjtakov Rusland                                      | 34,43 pr          |
| 1000 m Details               | Kai Verbij Nederland                               | 1.07,39 BR        | Thomas Krol Nederland                                         | 1.07,67           | Kjeld Nuis Nederland                                           | 1.07,81           |
| 1500 m Details               | Thomas Krol Nederland                              | 1.42,58 BR, pr    | Sverre Lunde Pedersen Noorwegen                               | 1.43,16           | Denis Joeskov Rusland                                          | 1.43,20           |
| 5000 m Details               | Sverre Lunde Pedersen Noorwegen                    | 6.07,16 BR        | Patrick Roest Nederland                                       | 6.11,70           | Sven Kramer Nederland                                          | 6.12,53           |
| 10.000 m Details             | Jorrit Bergsma Nederland                           | 12.52,92          | Patrick Roest Nederland                                       | 12.53,34          | Danila Semerikov Rusland                                       | 12.57,40 NR       |
| Massastart Details           | Joey Mantia Verenigde Staten                       | 60 punten 7.35,66 | Um Cheon-ho Zuid-Korea                                        | 40 punten 7.36,11 | Chung Jae-won Zuid-Korea                                       | 21 punten 7.36,30 |
| Teamsprint Details           | Nederland Ronald Mulder Kjeld Nuis Kai Verbij      | 1.19,05 BR        | Zuid-Korea Cha Min-kyu Kim Jun-ho Kim Tae-yun                 | 1.20,00 NR        | Rusland Pavel Koelizjnikov Roeslan Moerasjov Viktor Moesjtakov | 1.20,10           |
| Ploegenachtervolging Details | Nederland Marcel Bosker Sven Kramer Douwe de Vries | 3.38,43 BR        | Noorwegen Håvard Bøkko Sindre Henriksen Sverre Lunde Pedersen | 3.40,80           | Rusland Sergey Trofimov Aleksandr Roemjantsev Danila Semerikov | 3.41,31           |

### Vrouwen
| Onderdeel                    | Goud                                                | Goud              | Zilver                                            | Zilver            | Brons                                                      | Brons             |
| ---------------------------- | --------------------------------------------------- | ----------------- | ------------------------------------------------- | ----------------- | ---------------------------------------------------------- | ----------------- |
| 500 m Details                | Vanessa Herzog Oostenrijk                           | 37,12 BR, NR      | Nao Kodaira Japan                                 | 37,20             | Konami Soga Japan                                          | 37,60 pr          |
| 1000 m Details               | Brittany Bowe Verenigde Staten                      | 1.13,41 BR        | Vanessa Herzog Oostenrijk                         | 1.14,38           | Nao Kodaira Japan                                          | 1.14,44           |
| 1500 m Details               | Ireen Wüst Nederland                                | 1.52,81 BR        | Miho Takagi Japan                                 | 1.53,32           | Brittany Bowe Verenigde Staten                             | 1.53,37           |
| 3000 m Details               | Martina Sábliková Tsjechië                          | 3.58,91 BR        | Antoinette de Jong Nederland                      | 3.59,41           | Natalja Voronina Rusland                                   | 3.59,99           |
| 5000 m Details               | Martina Sábliková Tsjechië                          | 6.44,85 BR        | Esmee Visser Nederland                            | 6.46,14 pr        | Natalja Voronina Rusland                                   | 6.50,39 NR        |
| Massastart Details           | Irene Schouten Nederland                            | 60 punten 8.27,84 | Ivanie Blondin Canada                             | 40 punten 8.28,46 | Jelizaveta Kazelina Rusland                                | 20 punten 8.29,29 |
| Teamsprint Details           | Nederland Letitia de Jong Jutta Leerdam Janine Smit | 1.26,28 BR, NR    | Canada Kali Christ Kaylin Irvine Heather McLean   | 1.27,21 NR        | Rusland Olga Fatkoelina Angelina Golikova Darja Katsjanova | 1.27,26           |
| Ploegenachtervolging Details | Japan Ayano Sato Miho Takagi Nana Takagi            | 2.55,78 BR        | Nederland Joy Beune Antoinette de Jong Ireen Wüst | 2.56,20           | Rusland Olga Fatkoelina Angelina Golikova Darja Katsjanova | 2.57,72           |

### Medailleklassement
| Plaats | Land             | Goud | Zilver | Brons | Totaal |
| 1      | Nederland        | 8    | 6      | 2     | 16     |
| 2      | Verenigde Staten | 2    | 0      | 1     | 3      |
| 3      | Tsjechië         | 2    | 0      | 0     | 2      |
| 4      | Noorwegen        | 1    | 3      | 0     | 4      |
| 5      | Japan            | 1    | 2      | 2     | 5      |
| 6      | Oostenrijk       | 1    | 1      | 0     | 2      |
| 7      | Rusland          | 1    | 0      | 10    | 11     |
| 8      | Zuid-Korea       | 0    | 2      | 1     | 3      |
| 9      | Canada           | 0    | 2      | 0     | 2      |
| Totaal | Totaal           | 16   | 16     | 16    | 48     |

## Klasseringen Belgische deelnemers
| Naam          | 1000m | 1500m | 5000m | Massastart |
| ------------- | ----- | ----- | ----- | ---------- |
| Mathias Vosté | 15e   | 15e   |       |            |
| Bart Swings   |       | 11e   | 15e   | 11e        |

## Klasseringen Nederlandse deelnemers
| Naam                | 500m | 1000m  | 1500m | 5000m  | 10.000m | Massastart | Teamsprint | Ploegenachtervolging |
| ------------------- | ---- | ------ | ----- | ------ | ------- | ---------- | ---------- | -------------------- |
| Ronald Mulder       | 6e   |        |       |        |         |            | Goud       |                      |
| Dai Dai Ntab        | 8e   |        |       |        |         |            |            |                      |
| Jan Smeekens        | 10e  |        |       |        |         |            |            |                      |
| Thomas Krol         |      | Zilver | Goud  |        |         |            |            |                      |
| Kjeld Nuis          |      | Brons  | 5e    |        |         |            | Goud       |                      |
| Kai Verbij          |      | Goud   |       |        |         |            | Goud       |                      |
| Patrick Roest       |      |        | 7e    | Zilver | Zilver  |            |            |                      |
| Jorrit Bergsma      |      |        |       | 12e    | Goud    |            |            |                      |
| Sven Kramer         |      |        |       | Brons  |         |            |            | Goud                 |
| Chris Huizinga      |      |        |       |        |         | 13e        |            |                      |
| Douwe de Vries      |      |        |       |        |         | 14e        |            | Goud                 |
| Marcel Bosker       |      |        |       |        |         |            |            | Goud                 |
| Naam                | 500m | 1000m  | 1500m | 3000m  | 5000m   | Massastart | Teamsprint | Ploegenachtervolging |
| Letitia de Jong     | 13e  |        |       |        |         |            | Goud       |                      |
| Jutta Leerdam       | 16e  | 5e     |       |        |         |            | Goud       |                      |
| Janine Smit         | 21e  |        |       |        |         |            | Goud       |                      |
| Antoinette de Jong  |      | 6e     | 5e    | Zilver |         |            |            | Zilver               |
| Sanneke de Neeling  |      | 8e     |       |        |         |            |            |                      |
| Melissa Wijfje      |      |        | 6e    |        |         | 10e        |            |                      |
| Ireen Wüst          |      |        | Goud  | 5e     |         |            |            | Zilver               |
| Carlijn Achtereekte |      |        |       | 4e     |         |            |            |                      |
| Carien Kleibeuker   |      |        |       |        | 5e      |            |            |                      |
| Esmee Visser        |      |        |       |        | Zilver  |            |            |                      |
| Irene Schouten      |      |        |       |        |         | Goud       |            |                      |
| Joy Beune           |      |        |       |        |         |            |            | Zilver               |